# Кампонг-Айер
Кампонг-Айер — исторические поселения в Бандар-Сери-Бегаване, столице Брунея. Буквально означает «деревни на воде» (малайск. Kampung Air). Кампонг-Айер состоит из традиционных свайных деревень, построенных на реке Бруней, главным образом в районе современного центра города (малайск. Pusat Bandar). В прошлом его часто называли «Венецией Востока». Кампонг-Айер был де-факто столицей, официальным и экономическим центром, в Брунейской империи в течение нескольких столетий, вплоть до начала в Брунее периода британского империализма.

## История
Кампонг-Айер, как полагают, был заселен на протяжении нескольких столетий. Есть несколько исторических записей, особенно в иностранных источниках, которые сообщали о существовании населенных пунктов на воде на реке Бруней. О поселениях на воде писал Антонио Пигафетта.
Есть вероятность, что поселения Кампонг-Айер находились в разных местах на протяжении нескольких столетий.
Кампонг-Айер была де-факто столицей Брунейской империи на протяжении столетий до начала XX века. Тогда начала внедряться программа переселения жителей на сухие территории. Однако значительное число людей в настоящее время продолжает жить на воде. Поселения Кампонг-Айер также пережили бомбардировки во время Второй мировой войны.

## Администрация

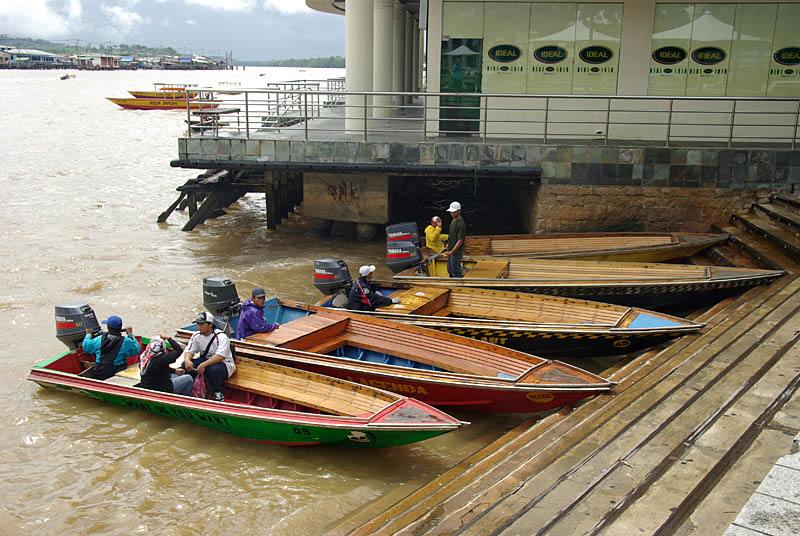
«Водное такси» Кампонг-Айера

Кампонг Айер состоит из нескольких деревень и небольших жилых кварталов. Уезды Кампонг-Айера подчинены администрации округа Бруней-Муара.

## Инфраструктура
Дома и деревни в Кампонг-Айере соединены между собой мостами и дорожками, деревянными и бетонными. Таким образом, до них можно дойти пешком.